# Lilia Conesa
Lilia Celia Conesa Petrini (Buenos Aires, 29 novembre 1939) è un'ex cestista argentina.

## Carriera
Con l'Argentina ha disputato i Campionati mondiali del 1964.